# Абраам Иасинт Анкетил-Дюперон
Абраам Иасинт Анкетил-Дюперон (на френски: Abraham Hyacinthe Anquetil-Duperron) е френски ориенталист.

## Биография
Роден е на 7 декември 1731 година в Париж в семейството на търговец на подправки. Първоначално учи богословие, подготвяйки се за кариера на свещеник, но впоследствие се ориентира към класическата филология и ориенталистиката. Предприема пътувания в Азия и се превръща в основоположник на френската индология.
Анкетил-Дуперон умира в Париж на 17 януари 1805 година.

## Публикации
- Zend-Avesta, ouvrage de Zoroastre contenant les idées théologiques, physiques et morales de ce législateur, les cérémonies du culte religieux qu'il a établi, et plusieurs traits importants relatifs à l'ancienne histoire des Perses, 1771.
- Tableau historique de l'Inde, contenant un abrégé de la mythologie & des mœurs indiennes, Société typographique de Bouillon, 1771.
- Oupnek'hat, id est, Secretum tegendum... continens... doctrinam e quatuor sacris Indorum libris... excerptam..., Argentorati, 2 vol., 1801-1802.
- Législation orientale, ouvrage... montrant quels sont en Turquie, en Perse et dans l'Indoustan les principes fondamentaux du gouvernement... par M. Anquetil-Duperron, Amsterdam, Ed. Marc Michel Rey, 1778.